# Porotrichum mixtum
Porotrichum mixtum là một loài rêu trong họ Neckeraceae. Loài này được (Müll. Hal.) A. Jaeger mô tả khoa học đầu tiên năm 1877.